# Sant Miquel de Perpinyà
Sant Miquel de Perpinyà és una capella romànica situada a l'interior del campanar de l'església de Sant Joan Vell, de la ciutat de Perpinyà, a la comarca del Rosselló, de la Catalunya del Nord. És al costat sud-est de l'església de Sant Joan Vell, primitiva catedral de Sant Joan Baptista, en el barri de Sant Joan. Forma part del primer pis del campanar, i dessota seu, a la planta baixa, es troba la capella de Santa Maria dels Còrrecs.